# Najas
Najas là một chi thực vật có hoa trong họ Hydrocharitaceae.